# Litsea tibetana
Litsea tibetana Yen C. Yang & P.H. Huang – gatunek rośliny z rodziny wawrzynowatych (Lauraceae Juss.). Występuje naturalnie w południowych Chinach – w południowo-wschodniej części Tybetu. 

## Morfologia
PokrójZimozielony krzew. Młode pędy są owłosione.
LiścieNaprzemianległe. Mają kształt od podłużnego do eliptycznie lancetowatego. Mierzą 6–12 cm długości oraz 2,5–4 cm szerokości. Od spodu są brunatnie owłosione. Nasada liścia jest klinowa. Blaszka liściowa jest o spiczastym wierzchołku. Ogonek liściowy jest owłosiony, ma brązową barwę i dorasta do 10 mm długości.
OwoceMają podłużny kształt, osiągają 12–15 mm długości i 6–8 mm szerokości.

## Biologia i ekologia
Roślina dwupienna. Rośnie w zaroślach. Występuje na wysokości do 1300 m n.p.m. Owoce dojrzewają od sierpnia do września.